# Good Feeling (álbum)
Good Feeling é o álbum de estreia da banda escocesa de rock Travis, lançado em setembro de 1997. Apesar do grupo ter recebido maior notoriedade somente com os lançamentos subsequentes, a obra foi bem recebida pela crítica.

## Faixas
Todas as músicas escritas por Fran Healy. 
1. "All I Want to Do Is Rock" – 3:52
2. "U16 Girls" – 4:00
3. "The Line Is Fine" – 4:04
4. "Good Day to Die" – 3:17
5. "Good Feeling" – 3:24
6. "Midsummer Nights Dreamin'" – 3:54
7. "Tied to the 90's" – 3:08
8. "I Love You Anyways" – 5:30
9. "Happy" – 4:15
10. "More Than Us" – 3:56
11. "Falling Down" – 4:17
12. "Funny Thing" – 5:22